# Misura gaussiana
In matematica, una misura gaussiana è una misura di Borel su uno spazio euclideo finito-dimensionale Rn, strettamente correlata alla distribuzione normale in statistica. Esiste anche una generalizzazione a spazi infinito-dimensionali. Le misure gaussiane portano il nome del matematico tedesco Carl Friedrich Gauss. Una ragione per la quale le misure gaussiane sono così diffuse nella teoria della probabilità è il teorema del limite centrale. In parole povere, esso stabilisce che se una variabile casuale
X è ottenuta sommando un gran numero N di variabili casuali indipendenti di ordine 1, allora X è di ordine {\displaystyle {\sqrt {N}}} e la sua legge è approssimativamente gaussiana.

## Definizioni
Sia n ∈ N e indichiamo con B0(Rn) il completamento della 'σ-algebra di Borel su Rn. Indichiamo con λn : B0(Rn) → [0, +∞] l'usuale misura di Lebesgue n-dimensionale. Allora la misura gaussiana standard γn : B0(Rn) → [0, 1] è definita da
{\displaystyle \gamma ^{n}(A)={\frac {1}{{\sqrt {2\pi }}^{n}}}\int _{A}\exp \left(-{\frac {1}{2}}\|x\|_{\mathbb {R} ^{n}}^{2}\right)\,\mathrm {d} \lambda ^{n}(x)}
per ogni insieme misurabile A ∈ B0(Rn). In termini della derivata di Radon-Nikodym,
{\displaystyle {\frac {\mathrm {d} \gamma ^{n}}{\mathrm {d} \lambda ^{n}}}(x)={\frac {1}{{\sqrt {2\pi }}^{n}}}\exp \left(-{\frac {1}{2}}\|x\|_{\mathbb {R} ^{n}}^{2}\right).}
Più in generale, la misura gaussiana con media μ ∈ Rn e varianza σ2 > 0 è data da
{\displaystyle \gamma _{\mu ,\sigma ^{2}}^{n}(A):={\frac {1}{{\sqrt {2\pi \sigma ^{2}}}^{n}}}\int _{A}\exp \left(-{\frac {1}{2\sigma ^{2}}}\|x-\mu \|_{\mathbb {R} ^{n}}^{2}\right)\,\mathrm {d} \lambda ^{n}(x).}
Le misure gaussiane con media μ = 0 sono note come misure gaussiane centrate.
La misura di Dirac δμ è il limite debole di {\displaystyle \gamma _{\mu ,\sigma ^{2}}^{n}} per σ → 0, ed è considerata una misura gaussiana degenere; viceversa, le misure gaussiane con varianza finita non nulla sono chiamate misure gaussiane non degeneri.

## Proprietà
La misura gaussiana standard γn su Rn
- è una misura di Borel (infatti, come osservato sopra, essa è definita sul completamento della 'σ-algebra di Borel, che è una struttura più raffinata);
- è equivalente alla misura di Lebesgue: {\displaystyle \lambda ^{n}\ll \gamma ^{n}\ll \lambda ^{n}}, dove {\displaystyle \ll } sta per continuità assoluta delle misure;
- è supportata in tutto lo spazio euclideo: supp(γn) = Rn;
- è una misura di probabilità (γn(Rn) = 1), sicché è localmente finita;
- è strettamente positiva: ogni insieme aperto non vuoto ha una misura positiva;
- è regolare interna: per ogni insieme di Borel A,

{\displaystyle \gamma ^{n}(A)=\sup\{\gamma ^{n}(K)|K\subseteq A,K{\mbox{ is compact}}\},}
sicché la misura gaussiana è una misura di Radon;
- non è invariante per traslazione, ma soddisfa la relazione

{\displaystyle {\frac {\mathrm {d} (T_{h})_{*}(\gamma ^{n})}{\mathrm {d} \gamma ^{n}}}(x)=\exp \left(\langle h,x\rangle _{\mathbb {R} ^{n}}-{\frac {1}{2}}\|h\|_{\mathbb {R} ^{n}}^{2}\right),}
dove la derivata al membro sinistro è la derivata di Radon-Nikodym, e (Th)∗(γn) è la misura immagine (pushforward measure) della misura gaussiana standard data dalla trasformazione di traslazione Th : Rn → Rn, Th(x) = x + h;
- è la misura di probabilità associata ad una distribuzione di probabilità normale:

{\displaystyle Z\sim \mathrm {Normal} (\mu ,\sigma ^{2})\implies \mathbb {P} (Z\in A)=\gamma _{\mu ,\sigma ^{2}}^{n}(A).}

## Misure gaussiane su spazi infinito-dimensionali
Si può dimostrare che non esiste un analogo della misura di Lebesgue in uno spazio vettoriale infinito-dimensionale. Comunque, è possibile definire misure gaussiane in spazi infinito-dimensionali; l'esempio più importante è la costruzione dello spazio di Wiener astratto. Una misura di Borel γ in uno spazio di Banach separabile E è detta misura gaussiana (centrata) non degenere se, per ogni funzionale lineare L ∈ E∗ eccetto L = 0, la misura immagine L∗(γ) è una misura gaussiana (centrata) non degenere su R nel senso definito sopra.
Per esempio, la misura di Wiener classica sullo spazio degli archi continui è una misura gaussiana.